# Rolf Danneberg
Rolf Danneberg, född den 1 mars 1953 i Hamburg i Västtyskland, är en före detta friidrottare som tävlade i diskuskastning.
Dannebergs främsta merit är från Olympiska sommarspelen 1984 i Los Angeles då han blev guldmedaljör i diskuskastning. En orsak till detta var att östblocket inte deltog vid mästerskapet. Vid Olympiska sommarspelen 1988 i Seoul slutade han på tredje plats bakom DDRs Jürgen Schult och Sovjetunionens Romas Ubartas.
Han deltog vid VM 1987 då han slutade på fjärde plats.

## Personliga rekord
- Diskuskastning - 67,70 meter från 1987